# كالفين بي. تايلور
كالفين بي. تايلور (بالإنجليزية: Calvin B. Taylor)‏ هو محامي ومصرفي وسياسي أمريكي، ولد في 28 ديسمبر 1857 في برلين في الولايات المتحدة، وتوفي في 31 مايو 1932. حزبياً، نشط في الحزب الديمقراطي. وقد انتخب عضو مجلس النواب لولاية ماريلند.